# Havenkraan van Harlingen
De Havenkraan van Harlingen (Bijnamen: Blauwe Kop, de Spin en Lange Willem) is een voormalige havenkraan die als hotelkamer dienstdoet in de haven van Harlingen. De kraan was tot 1996 in gebruik voor het lossen van houtvrachten uit Rusland en Scandinavië.

## Geschiedenis

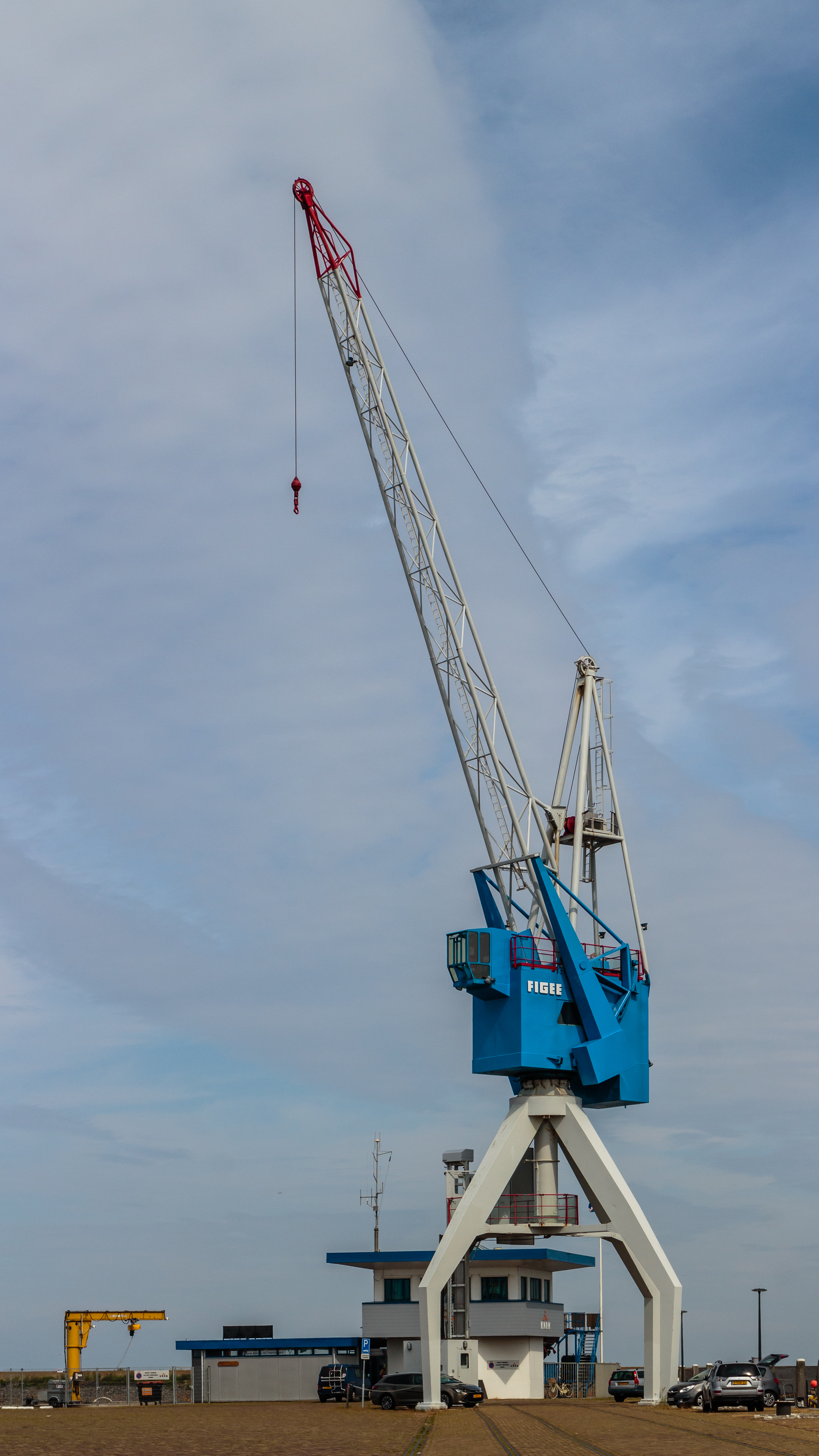
Havenkraan/overnachtingsplaats

De haventopkraan van het merk Figee werd gebouwd in 1967. De cabine bevindt zich op circa zeventien meter boven de kade; de giek reikt tot 45 meter hoogte. De havenkraan is in 2001 overgedragen aan de huidige eigenaar die na bijna twee jaar de herbestemming gereed had; een tweepersoons-overnachtingsgelegenheid.
De kraanladders zijn vervangen door twee liften. De kamer in de kraan heeft een volume van 60 kubieke meter en beschikt over een bed, zitplaatsen naar ontwerp van Charles Eames en een tweepersoons-stortbad. Er is een terras op het dak dat is omgeven door een degelijke reling.
De kraan is nog draaivaardig. Gasten kunnen aan het begin van hun verblijf de kraan 360° draaien en dan zelf kiezen welk uitzicht ze willen hebben.

## Algemene gegevens
- Gebouwd: 1967
- Fabrikant: Figee/Haarlem
- Type: haventopkraan
- Gerestaureerd: 2001-2003
- Constructiebedrijf: SMST/Franeker
- Hoogste punt: 49 meter boven gemiddeld hoogwater